# Catină
Catina (denumită și D-norpseudoefedrină) este un drog stimulant, psihoactiv și anorexigen derivat de fenetilamină. Calea de administrare utilizată este cea orală. Împreună cu catinona, se regăsește în specia vegetală Catha edulis (khat) și contribuie la efecte psihoactive ale consumului. Prezintă aproximativ 7-10% din potența amfetaminei.